# حارة معين الشرقية (صنعاء)

تعديل مصدري - تعديل

حارة معين الشرقية هي إحدى حارات حي معين بمديرية معين إحد مديريات العاصمة اليمنية صنعاء، بلغ تعداد سكانها 4739 نسمة حسب تعداد اليمن لعام 2004.